# The Young One
The Young One (Spaans: La joven) is een Mexicaans-Amerikaanse dramafilm uit 1960 onder regie van Luis Buñuel. De film is gebaseerd op de novelle Travelin' Man van de Amerikaanse auteur Peter Matthiessen.

## Verhaal
Miller woont op een eiland voor de kust van Carolina. Op het eiland woont verder alleen de 13-jarige Evvie. Miller voelt zich seksueel tot haar aangetrokken. Als de zwarte muzikant Traver op het eiland aankomt op de vlucht voor een bende, wil Miller hem aangeven. Evvie vindt Traver echter leuk en zij beschermt hem.

## Rolverdeling
| Acteur          | Personage |
| --------------- | --------- |
| Zachary Scott   | Miller    |
| Bernie Hamilton | Traver    |
| Key Meersman    | Evvie     |
| Crahan Denton   | Jackson   |
| Claudio Brook   | Fleetwood |